# Liste de volcans fictifs

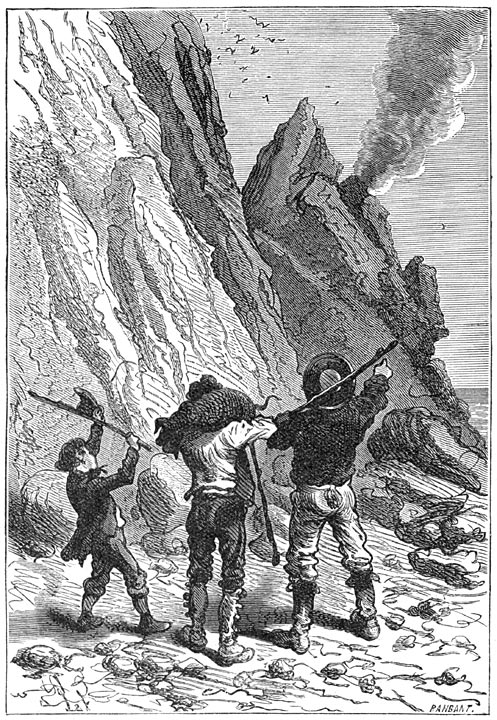
Le volcan de l'Île mystérieuse

Cet article recense des volcans fictifs, c'est-à-dire des volcans décrits ou cités dans des ouvrages de fiction.
- La montagne du Destin, ou Orodruin, est un volcan du Mordor dans la Terre du Milieu, l'univers de J. R. R. Tolkien.
- Le mont Bleu, volcan autour duquel vivait la tribu de Rahan et ayant détruit cette dernière.
- Le mont Franklin, volcan fictif du roman de Jules Verne L'Île mystérieuse, qui se met en éruption vers la fin de ce roman et détruit l’île Lincoln, dans laquelle se sont établis les naufragés protagonistes.
- Le Karamako, volcan fictif dans l'album d'Hergé L'Éruption du Karamako des aventures de Jo, Zette et Jocko.
- Le Mont Sibo, volcan situé au nord de Isla Nublar, dans l'univers Jurassic Park. Il entre en éruption dans le film Jurassic World: Fallen Kingdom.